# Stolen Life
Stolen Life è un EP del gruppo melodic death metal svedese Arch Enemy, pubblicato nel 2015 in Giappone.

## Tracce
1. Stolen Life (2015 version) – 2:58
2. Shadow on the Wall (Mike Oldfield cover) – 3:01
3. Nitad (Moderat Likvidation cover) – 1:06
4. When the Innocent Die (Anti Cimex cover) – 1:56
5. Never Forgive, Never Forget (2013 demo) – 3:41
6. No More Regrets (2013 demo) – 3:59
7. You Will Know My Name (2013 demo) – 4:15
8. On and On (2013 demo) – 4:01
9. As the Pages Burn (2013 demo) – 3:51

## Formazione
- Alissa White-Gluz − voce
- Michael Amott − chitarra, tastiere
- Jeff Loomis − chitarra (tracce 1,3,4)
- Nick Cordle − chitarra (1, 2, 5–9)
- Sharlee D'Angelo − basso
- Daniel Erlandsson − batteria